# Скандга
Скандга — п'ять складових, необхідних для формування особистості, відповідно до феноменології буддизму:
- фізична форма що має відчуття;
- відчуття-емоції;
- сприйняття-уявлення;
- ментальні утворення, кармічні вольові імпульси;
- свідомість, здатність до мислення.

Тільки через ці складові сприймається світ (сансара), і ніщо не сприймається не через них.